# Ébersviller
Ébersviller (fràncic lorenès Ebeschwiller) és un municipi francès situat al departament del Mosel·la i a la regió del Gran Est. L'any 2007 tenia 804 habitants.

## Demografia

### Població
El 2007 la població de fet d'Ébersviller era de 804 persones. Hi havia 268 famílies, de les quals 46 eren unipersonals (21 homes vivint sols i 25 dones vivint soles), 67 parelles sense fills, 138 parelles amb fills i 17 famílies monoparentals amb fills.
La població ha evolucionat segons el següent gràfic:
Habitants censats

### Habitatges
El 2007 hi havia 295 habitatges, 274 eren l'habitatge principal de la família, 10 eren segones residències i 12 estaven desocupats. 275 eren cases i 19 eren apartaments. Dels 274 habitatges principals, 237 estaven ocupats pels seus propietaris, 30 estaven llogats i ocupats pels llogaters i 6 estaven cedits a títol gratuït; 4 tenien dues cambres, 21 en tenien tres, 59 en tenien quatre i 190 en tenien cinc o més. 223 habitatges disposaven pel capbaix d'una plaça de pàrquing. A 92 habitatges hi havia un automòbil i a 154 n'hi havia dos o més.

### Piràmide de població
La piràmide de població per edats i sexe el 2009 era:
| Homes | Edats   | Dones |
| ----- | ------- | ----- |
| 0     | 95 o +  | 0     |
| 0     | 90 a 94 | 0     |
| 4     | 85 a 89 | 8     |
| 0     | 80 a 84 | 4     |
| 4     | 75 a 79 | 0     |
| 16    | 70 a 74 | 8     |
| 16    | 65 a 69 | 24    |
| 4     | 60 a 64 | 24    |
| 12    | 55 a 59 | 8     |
| 0     | 50 a 54 | 16    |
| 28    | 45 a 49 | 28    |
| 28    | 40 a 44 | 20    |
| 24    | 35 a 39 | 28    |
| 44    | 30 a 34 | 44    |
| 24    | 25 a 29 | 20    |
| 4     | 20 a 24 | 20    |
| 24    | 15 a 19 | 32    |
| 36    | 10 a 14 | 8     |
| 28    | 5 a 9   | 28    |
| 12    | 0 a 4   | 24    |

## Economia
El 2007 la població en edat de treballar era de 527 persones, 373 eren actives i 154 eren inactives. De les 373 persones actives 337 estaven ocupades (205 homes i 132 dones) i 36 estaven aturades (15 homes i 21 dones). De les 154 persones inactives 39 estaven jubilades, 44 estaven estudiant i 71 estaven classificades com a «altres inactius».

### Ingressos
El 2009 a Ébersviller hi havia 303 unitats fiscals que integraven 856 persones, la mediana anual d'ingressos fiscals per persona era de 15.632 €.

### Activitats econòmiques
Dels 14 establiments que hi havia el 2007, 1 era d'una empresa de fabricació d'elements pel transport, 4 d'empreses de construcció, 4 d'empreses de comerç i reparació d'automòbils, 1 d'una empresa d'hostatgeria i restauració, 1 d'una empresa immobiliària i 3 d'empreses de serveis.
Dels 5 establiments de servei als particulars que hi havia el 2009, 1 era un paleta, 1 guixaire pintor, 1 fusteria i 2 electricistes.
L'únic establiment comercial que hi havia el 2009 era una botiga d'equipament de la llar.
L'any 2000 a Ébersviller hi havia 12 explotacions agrícoles que ocupaven un total de 228 hectàrees.

## Equipaments sanitaris i escolars
El 2009 hi havia 1 escola maternal integrada dins d'un grup escolar amb les comunes properes formant una escola dispersa i 1 escola elemental integrada dins d'un grup escolar amb les comunes properes formant una escola dispersa.

## Poblacions més properes
El següent diagrama mostra les poblacions més properes.